# Ставкірка в Рінгебу
Ставкірка в Рінгебу (норв. Ringebu stavkyrkje) — дерев'яна церква XIII століття у містечку Рінгебу у Норвегії.

## Історія
Церква побудована приблизно у 1220 року на місці, яке раніше вважалося священним. Свій нинішній вигляд вона набула в 1630—1631 роках, коли була повністю відремонтована і оновлена. Саме до цього часу відносяться характерний червоний шпиль і трансепт, після появи якого церква в плані стала мати форму латинського хреста. Церква була розписана в 1717 році, але тільки нижня частина розпису доступна, так як стеля на той момент бла нижче. Колись церква була забарвлена в білий колір, але під час реставраційних робіт в 1921 році інтер'єр церкви був відновлений у своєму первісному кольорі.

### Розкопки
Проводилось кілька археологічних розкопок, у ході яких досліджували землю під церквою. Останні розкопки відбулися в 1980—1981 роках. В ході цих розкопок було знайдено близько 900 старовинних монет епохи Середньовіччя, в основному датуються періодом 1217—1263 роках. Також були знайдені отвори від стовпів старої церкви.

## Опис
Портал церкви прикрашений складними мотивами у вигляді фігур драконів, типовими для ставкірок цього періоду. Вважається, що різьблений декор порталу та купілі зберігся від давнішої церкви, що стояла на цьому місці. До Реформації церква була присвячена св. Лаврентію, тому в ній є статуя цього святого, яку датують XIII ст. Стіни і стеля церкви покриті бароковими розписами, однак тут збереглося кілька середньовічних зображень тварин, а також рунічні знаки.